# Mocenigo
Familia Mocenigo a fost o familie nobilă venețiană, care a dat următorii dogi:
- Tommaso Mocenigo (1414-1423)
- Pietro Mocenigo (1474-1476)
- Giovanni Mocenigo (1478-1485)
- Alvise Mocenigo I (1570-1577)
- Alvise Mocenigo al II-lea (1700-1709)
- Alvise Mocenigo al III-lea (1722-1732)
- Alvise Mocenigo al IV-lea (1763-1778)